# 寺台遗址
寺台遗址，位于中国青海省平安县巴藏沟乡寺台村，为第四批青海省文物保护单位，公布日期为1986年5月27日，类型为古遗址。
寺台遗址的历史年代为齐家文化、卡约文化。